# Ryan Toby
Ryan Toby (26 de novembro de 1978) é um cantor, modelo e ator dos Estados Unidos.

## Biografia
Toby primeiro ganhou a atenção do público, quando, na idade de 15, ele apareceu no filme Sister Act 2: Back in the Habit como 'James Ahmal', membro do coral das crianças (junto com Lauryn Hill), que rouba o show com o desempenho de "Joyful, Joyful", uma canção em que Toby, escreveu o rap. Tobys rendition 'Oh de Feliz Dia, e mais significativamente o uso do apito registrar na canção se tornou um dos destaques do filme.
Toby compôs músicas para vários artistas, incluindo o single "Miami", entre outras canções de Will Smith em 1997 seu álbum Big Willie Style. Ele também escreveu canções para artistas Bobby Brown, Dru Hill, Usher, Kevin Lyttle, Tyrese, Glenn Lewis, Donell Jones, Joe entre outros.
O hip-hop / grupo de R & B Cidade Alta foi originalmente formada por Robby Pardlo junto com Claudette Ortiz e Ryan Toby.Their estreia auto-intitulado álbum vendeu milhões e foi nomeado para um Grammy em 2003. Toby companheiro casado Cidade Alta membro Claudette Ortiz em 14 de outubro de 2004.
Cidade Alta se desfez em 2003, apesar das várias propostas de grandes gravadoras. Em 2007, Toby lançou seu primeiro álbum solo, Alma de um compositor através de uma joint venture com Overflow Entertainment, sua própria gravadora independente, e Mass Appeal Entertainment.

## Filmografia
- Sister Act 2